# Elim mac Conrach
Elim mac Conrach ou mac Conrai est selon les légendes médiévales et les traditions pseudo historiques irlandaises un Ard ri Erenn parfois également considéré comme un roi d'Ulaid.
Le Lebor Gabála Érenn indique que son prédécesseur Fíachu Finnolach est tué lors d'une révolte des aithech-tuatha ou « peuples soumis ». La noblesse de l'Irlande est massacrée sauf trois femmes enceintes qui réussissent à s'échapper;
1) Eithne Imgel, l'épouse de Fíachu, fille du roi Alba (Écosse actuelle). Eithne s'enfuit en Alba chez son père où elle done naissance au fils de Fíachu Tuathal Techtmar
2) Gruibne, fille du roi de « Bretagne » et épouse du roi de Munster Gruibe devient la mère de Corb Olom, ancêtre des Eóganachta de Munster
3) Aine, fille du roi des « Saxons » et épouse du roi d'Ulaid. Le fils d'Aine, Tibraide Tírech est considéré comme l'ancêtre du Dál nAraidi d'Ulster
Elim règne 20 ou 30 années selon les traditions à la fin desquelles Tuathal débarque en Irlande à Inber Domnainn et est proclamé roi. Il marche sur la capitale Tara et défait et tue Elim lors d'une bataille sur colline d'Achall voisine de la ville.
Les Annales des quatre maîtres en accord avec le Lebor Gabála, ajoutent simplement que la révolte des aithech-tuatha est menée par des rois provinciaux, Elim est dans ce contexte un roi d'Ulaid. Durant son règne les dieux pour punir les aithech-tuatha de leur crime condamne l'Irlande à ne pas produire de céréales, de fruits, de lait ou de poissons. Geoffrey Keating rapporte une tradition différente attribuant la révolte à un certain Cairbre Cinnchait, à qui il donne Elim comme successeur.
Le Lebor Gabála synchronise le règne Elim avec celui de l'Empereur Romain Hadrien (117-138 ap. J.-C.). La chronologie de Keating Foras Feasa ar Éirinn lui attribue les dates de (60 -80 ap. J.-C. proches de celles des Annales des quatre maîtres (56-76).

## Sources
- (en) Cet article est partiellement ou en totalité issu de l’article de Wikipédia en anglais intitulé « Elim mac Conrach » (voir la liste des auteurs), édition du 29 mars 2012.